# Philautus travancoricus
Philautus travancoricus är en groddjursart som först beskrevs av George Albert Boulenger 1891.  Philautus travancoricus ingår i släktet Philautus och familjen trädgrodor. Inga underarter finns listade i Catalogue of Life.